# Franz Schnopfhagen
Franz Schnopfhagen (ur. 30 marca 1848 w Oberneukirchen, zm. 17 lipca 1925 w Linzu) – austriacki lekarz patolog, psychiatra i neuroanatom. Wiceprzewodniczący Górnoaustriackiej Izby Lekarskiej w latach 1893-1899. Jeden z pionierów wioślarstwa w Górnej Austrii.
Syn Johanna, brat Hansa Schnopfhagena (1845–1908), kompozytora. Po ukończeniu humanistycznego gimnazjum w Linzu studiował medycynę na Uniwersytecie Wiedeńskim, tytuł doktora medycyny uzyskał w 1873 roku na Uniwersytecie w Innsbrucku. Był pierwszym Privatdozentem psychiatrii i anatomii mózgu na Uniwersytecie w Innsbrucku. Od 1879 prymariusz zakładu psychiatrycznego Nidernhart w Linzu.

## Wybrane prace
- Die sogennante cystöse Degeneration des Plexus choroidei des Grosshirnes. Wien: K.K. Hof- und Staatsdruckerei, 1876
- Ueber die hypotrophischen Verdichtungen der Intima der Aorta, 1876
- Beiträge zur Anatomie des Sehhügels und dessen nächster Umgehung, 1877
- Die Entstehung der Windungen des Grosshirns. F. Deuticke, 1891
- Niedernhart und Gschwendt, die Heil- und Pflege-Anstalt für Geisteskranke im Erzherzogthume Oesterreich ob der Enns, 1897